# فرودگاه خلیج جکینوت
فرودگاه خلیج جکینوت (به انگلیسی: Jacquinot Bay Airport) یک فرودگاه همگانی با کد یاتا JAQ است . این فرودگاه در کشور پاپوآ گینه نو قرار دارد و در ارتفاع ۶۴ متری از سطح دریا واقع شده‌است.